# باري إم. أوسبورن
باري إم. أوسبورن (بالإنجليزية: Barrie M. Osborne)‏ هو منتج أفلام ومخرج أمريكي، ولد في 7 فبراير 1944 في نيويورك في الولايات المتحدة.

## وصلات خارجية
- باري إم. أوسبورن على موقع IMDb (الإنجليزية)
- باري إم. أوسبورن على موقع روتن توميتوز (الإنجليزية)
- باري إم. أوسبورن على موقع ألو سيني (الفرنسية)
- باري إم. أوسبورن على موقع أول موفي (الإنجليزية)
- باري إم. أوسبورن على موقع قاعدة بيانات الأفلام السويدية (السويدية)
- باري إم. أوسبورن على موقع قاعدة بيانات الفيلم (الإنجليزية)
- باري إم. أوسبورن على موقع كينوبويسك (الروسية)